# .st
.st — национальный домен верхнего уровня для Сан-Томе и Принсипи.
Многие компании используют доменное имя в этой зоне для отдачи статического контента.

## Домены второго уровня
- gov.st: Правительство Сан-Томе и Принсипи
- saotome.st: Остров Сан-Томе
- principe.st: Остров Принсипи
- consulado.st: Консульства Сан-Томе и Принсипи
- embaixada.st: Посольства Сан-Томе и Принсипи
- org.st, edu.st, net.st, com.st, store.st, mil.st, co.st